# Polyommatus eberti
Polyommatus eberti is een vlinder uit de familie van de Lycaenidae (kleine pages, vuurvlinders en blauwtjes), uit de onderfamilie van de Polyommatinae (blauwtjes). De wetenschappelijke naam van deze soort is voor het eerst gepubliceerd in 1979 door Ahmet Ömer Koçak.
De soort komt voor in Zuid-Turkije en is voor het eerst ontdekt in de provincie Niğde.